# Julian Kuijpers
Julian Kuijpers (Tilburg, 31 juli 2004) is een Nederlands voetballer die doorgaans als linksback speelt. Hij komt uit voor TOP Oss.

## Carrière
Kuijpers speelde in de jeugd bij PSV en zat in januari 2022 eenmaal op de bank bij Jong PSV. Sinds medio 2022 speelt hij bij N.E.C. In het seizoen 2023/24 werd hij samen met Guus Gertsen, Maxim van Peer, Thomas Cox en Maarten Schouten door N.E.C. verhuurd aan TOP Oss. Hij maakte op 11 augustus 2023 zijn debuut in de Eerste divisie in de uitwedstrijd bij FC Den Bosch (1-0 nederlaag) als invaller na 86 minuten voor Amine Rehmi. In totaal kwam hij in 19 competitiewedstrijden in actie voor TOP Oss. Daarnaast kwam hij ook uit voor N.E.C. onder 21 waarin de Nijmeegse club samenwerkt met TOP Oss. Medio 2024 stapte hij definitief over naar TOP Oss. Op 13 december 2024 maakte hij zijn eerste doelpunt voor de club, tegen Jong Ajax (2-1). 

## Statistieken
| Seizoen | Club      | Competitie     | Competitie | Competitie | Beker | Beker | Overig | Overig | Totaal | Totaal |
| Seizoen | Club      | Competitie     | Wed.       | Dlp.       | Wed.  | Dlp.  | Wed.   | Dlp.   | Wed.   | Dlp.   |
| ------- | --------- | -------------- | ---------- | ---------- | ----- | ----- | ------ | ------ | ------ | ------ |
| 2023/24 | → TOP Oss | Eerste divisie | 19         | 0          | 0     | 0     | 0      | 0      | 19     | 0      |
| 2024/25 | TOP Oss   | Eerste divisie | 35         | 1          | 1     | 0     | 0      | 0      | 36     | 1      |
| Totaal  | Totaal    | Totaal         | 54         | 1          | 1     | 0     | 0      | 0      | 55     | 1      |

Bijgewerkt op 8 juni 2025.